# Douglas James Shearman
Douglas James Shearman (Isleworth, Middlesex, 2 de julho de 1918 — Cassington, Oxfordshire, 12 de maio de 2003) é um geólogo e sedimentologista britânico. Contribuiu com trabalhos fundamentais sobre o evaporito e outros sedimentos de clima desértico.